# Gnorismoneura prochyta
Gnorismoneura prochyta es una especie de polilla del género Gnorismoneura, tribu Archipini, familia Tortricidae. Fue descrita científicamente por Meyrick en 1908.

## Distribución
La especie se distribuye por la India.